# Sunisa Lee
Sunisa Lee, detta Suni (Saint Paul, 9 marzo 2003), è una ginnasta statunitense, campionessa olimpica individuale alle Olimpiadi di Tokyo 2020 e campionessa olimpica con la squadra a Parigi 2024.
Diventata senior nel 2019, ha vinto 3 medaglie ai Campionati del Mondo e 4 alle Olimpiadi.

## Biografia
Nata all'interno di una famiglia di etnia hmong, i suoi genitori emigrarono dal Laos in giovane età. Inizia a praticare ginnastica artistica all'età di sei anni.

## Carriera junior

### 2018
A livello juniores, Lee ha partecipato nel 2018 ai Pacific Rim Championships, vincendo la medaglia d'oro con la squadra statunitense e tre medaglie d'argento (al volteggio, trave e corpo libero).
Nel mese di Luglio gareggia agli U.S. Classic, dove vince la medaglia d'oro alla trave ed il bronzo alle parallele. Ai Campionati Nazionali, nel mese di Agosto, vince l'oro alle parallele, l'argento alla trave ed il bronzo nel concorso generale.

## Carriera senior

### 2019
Nel 2019 ha fatto il suo debutto internazionale senior in occasione del Trofeo Città di Jesolo.
Ai Campionati nazionali statunitensi ha conquistato il titolo alle parallele asimmetriche, davanti a Morgan Hurd e Simone Biles, la medaglia d'argento nel concorso individuale, dietro Simone Biles, e la medaglia di bronzo al corpo libero.
Due mesi più tardi ha preso parte ai Mondiali di Stoccarda 2019 contribuendo, insieme a Simone Biles, Jade Carey, Kara Eaker, e Grace McCallum, alla vittoria degli Stati Uniti nel concorso a squadre. Pur essendosi qualificata al secondo posto per la finale all-around, il giorno della gara cade alle parallele, suo attrezzo di punta, e termina quindi la gara in ottava posizione. Si aggiudica inoltre la medaglia d'argento al corpo libero e di bronzo alle parallele asimmetriche.

### 2020
A febbraio viene annunciato che la Lee avrebbe partecipato alla Coppa del Mondo a Stoccarda il 21 marzo, successivamente annullata.

### 2021: campionessa olimpica
A febbraio partecipa alla Winter Cup, gareggiando solo alle parallele e alla trave. Ottiene 15.050 alle prime e 14.250 alla seconda, concludendo la gara rispettivamente al primo e al terzo posto.
Il 22 maggio prende parte ai GK Classic, gareggiando solo a parallele e trave, ottenendo rispettivamente 13,500 e 13,350.
Il 4 giugno partecipa alla prima giornata dei Campionati Nazionali, gareggiando su tutti e quattro gli attrezzi per la prima volta dai Mondiali del 2019. Ottiene un punteggio complessivo di 57,350, che le fa concludere la prima giornata in seconda posizione. Dopo i risultati della seconda giornata termina i Nazionali vincendo 3 medaglie: argento nell'all around, oro alle parallele e argento alla trave.
Il 25 e 27 giugno partecipa ai Trials olimpici, l'ultima gara prima che venga scelta la squadra olimpica. Nella prima giornata conclude la gara al secondo posto con 57,666 punti.
Vince la seconda giornata di gara con un punteggio totale di 58,166, diventando la prima atleta in 8 anni a battere Simone Biles in una competizione all-around. Con il punteggio combinato delle due giornate conclude gli Olympic Trials al secondo posto e viene scelta per la squadra olimpica.
Il 25 luglio prende parte alle Qualifiche, tramite le quali la nazionale statunitense accede alla finale a squadre, mentre individualmente Lee si qualifica al terzo posto per la finale all-around, al secondo per la finale alle parallele e al terzo per la finale alla trave.
Il 27 luglio la squadra statunitense vince la medaglia d'argento dietro al Comitato Olimpico Russo.
Il 29 luglio partecipa alla finale all-around vincendo la medaglia d'oro.
Il 1º agosto prende parte alla finale alle parallele, dove presenta un esercizio semplificato rispetto ai giorni precedenti e vince il bronzo, dietro a Nina Derwael e Anastasia Ilyankova.
Il 3 agosto partecipa alla finale alla trave, terminando al quinto posto dopo essersi sbilanciata sulla serie acrobatica.

## Vita privata
Dal 2021 Lee ha una relazione con il giocatore di football americano statunitense Jaylin Smith.